# Jožef Peršolja
Jožef Peršolja, slovenski partizan ter aktivist Osvobodilne fronte
in Komunistične partije Slovenije, * 19. marec 1912, Brestje, † 11. julij 1944, zaselek Rodež pri Anhovem.

## Življenje in delo
Po končani ljudski šoli se je v Gorici izučil za kleparja. Maja 1942 je v Piacenzi dezertiral iz fašistične vojske in v Brdih navezal stike s partizani. Junija 1942 se je pridružil narodnoosvobodilni borbi. Po oblikovanju prvega primorskega partizanskega bataljona Simon Gregorčič je postal borec Tolminske čete, konec zime 1943 pa politični komisar 3. čete  2. bataljona Severnoprimorskega odreda. Aprila 1943 pa je pričel delovati v civilnih organih narodnoosvobodilne borbe. Bil je sekretar Komunistične partije Slovenije in predsednik okrožnega odbora Osvobodilne fronte za briško okrožje. Politično je deloval tudi v Beneški Sloveniji. Nazadnje pa je bil sekretar okrožnega komiteja Komunistične partije Slovenije za Beneško Slovenijo. 11. julija 1944 je skupaj s še dvema tovarišema utonil v Soči, ko je šel na tretjo konferenco Komunistične partije Slovenije za Primorsko.